# Devisthan (Achham)
Devisthan (nep. देवीस्थान) – gaun wikas samiti w zachodniej części Nepalu w strefie Seti w dystrykcie Achham. Według nepalskiego spisu powszechnego z 2011 roku liczył on 393 gospodarstwa domowe i 2215 mieszkańców (1186 kobiet i 1029 mężczyzn).